# Matrimonio de Boston

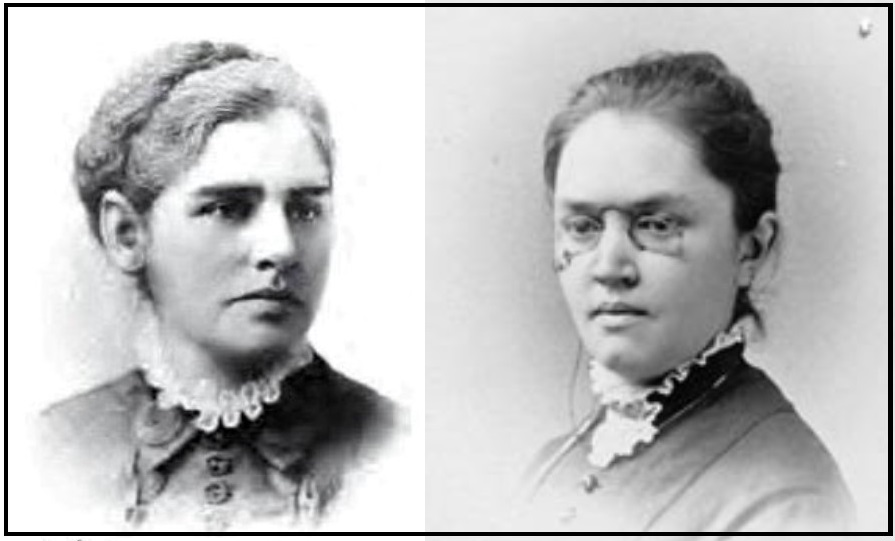
Katharine Coman y Katharine Lee Bates, profesoras del Wellesley College, vivieron juntas durante 25 años.

Matrimonio de Boston, o en el original inglés Boston marriage, es una expresión creada en el siglo XIX en los Estados Unidos para hogares formados por dos mujeres solteras que convivían de forma independiente de cualquier apoyo o soporte masculino, optando por seguir una carrera o profesión. Es un asunto discutido si estas mujeres eran lesbianas, en el sentido sexual de la palabra. En su mayoría se trataba de damas educadas y feministas, involucradas en causas sociales y culturales, que buscaban apoyo y afinidad en otras iguales ante una sociedad a menudo desaprobadora, sexista, y, a veces, hostil. Unas eran solo amigas, pero en otras la relación tenía un matiz romántico, platónico o no. Hasta la década de 1920, estas relaciones fueron ampliamente consideradas naturales y respetables, pero después fueron cada vez más sospechosas de ocultar un lesbianismo y cada vez menos mujeres eligieron vivir juntas. En la actualidad, todavía se emplea a veces en países anglosajones para referirse a dos mujeres que conviven sin tener una relación sexual. Una relación de este tipo puede tener intimidad y compromiso, sin componente sexual.

## Orígenes de la expresión
La expresión parece haber surgido tras la publicación de Las bostonianas de Henry James, que describe una relación de dos mujeres similar a un matrimonio — «nuevas mujeres» (New Women) en el lenguaje de la época —, mujeres que eran independientes, solteras, con su propio dinero, lo que a veces significaba que vivían de dinero heredado o que se ganaban la vida como escritoras u otras actividades cultivadas. Un caso histórico célebre es el de las Señoritas de Llangollen.

## Importancia moderna
En 1999, la obra Boston Marriage de David Mamet muestra un «matrimonio» de este tipo con una componente sexual explícita. 
En 2004 Massachusetts se convirtió en el primer estado de EE. UU. en legalizar el matrimonio igualitario, lo que convertía a Boston en la única gran ciudad norteamericana donde un «matrimonio de Boston» también era un matrimonio legal si la pareja lo deseaba. Esta definición ha dado nueva popularidad a la expresión, ahora para referirse al matrimonio igualitario legal.

## Literatura relacionada
- COOK; WIESEN, Branche. Eleanor Roosevelt: 1884-1933.
- COOK; WIESEN, Branche. Eleanor Roosevelt: 1933-1938.
- DILIBERTO, Gioia (1999) A useful woman: the early life of Jane Addams (Una mujer útil: la vida temprana de Jane Addams).
- FADERMAN, Lilliam. (1981) Surpassing the love of men: Romantic friendship and love between women from the renaissance to the present" (Incomparable el amor de los hombres: Amistad romántica y amor entre mujeres desde el renacimiento hasta la actualidad).
- JAMES, Henry (1886) Las bostonianas.
- MAMET, David. (1999) Boston Marriage (Matrimonio de Boston).
- ROTHBLUM, Esther D.; BRETHONY, KATHLEEN A. (1993) Boston Marriages: Romantic but asexual relationships among contemporary lesbians (Matrimonios de Boston: Relaciones románticas pero asexuales entre lesbianas contemporáneas).